# Sonnet 138
 (mars 2023).
Si vous disposez d'ouvrages ou d'articles de référence ou si vous connaissez des sites web de qualité traitant du thème abordé ici, merci de compléter l'article en donnant les références utiles à sa vérifiabilité et en les liant à la section « Notes et références ».
When my love swears that she is made of truth,

I do believe her though I know she lies,

That she might think me some untutored youth,

Unlearned in the world's false subtleties.

Thus vainly thinking that she thinks me young,

Although she knows my days are past the best,

Simply I credit her false-speaking tongue,

On both side thus is simple truth suppressed.

But wherefore says she not she is unjust?

And wherefore say not I that I am old?

O love's best habit is in seeming trust,

And age in love loves not to have years told.

     Therefore I lie with her, and she with me,

     And in our faults by lies we flattered be.
— William Shakespeare
Traduction de François-Victor Hugo
Précédent Suivant
Le Sonnet 138 est l'un des 154 sonnets écrits par le dramaturge et poète William Shakespeare. Il appartient au groupe de sonnets dédiés à la Dark Lady.
Ce sonnet a paru pour la première fois en 1599 dans le recueil Le Pèlerin passionné, avant d'être repris dans le recueil des sonnets paru en 1609. Le Sonnet 144 est dans le même cas.